# Cavalerul negru
Cavalerul întunecat
Cavalerul întunecat (engleză: The Dark Knight) este un film cu supereroi scris și regizat de Christopher Nolan. Bazat pe desenele cu caracter Batman, filmul este un sequel la Batman Begins (2005), care este reinițializat din seria Batman. Christian Bale are rolul principal. Batman principalul personaj al filmului, are conflicte cu Joker (Heath Ledger) și o prietenie strânsă cu avocatul său Harvey Dent (Aaron Eckhart).
Pentru concepția lui din film, Nolan a fost inspirat de Joker's din primele două apariții din benzile desenate: Batman: The Long Halloween. The Dark Knight a fost filmat în primul rând, în Chicago (după cum a fost  și Batman Begins), precum și în alte câteva locații în Statele Unite, Marea Britanie, și Hong Kong. Filmul a fost lansat pe 16 iulie 2008, în Australia, la 18 iulie 2008, în America de Nord, iar pe 25 iulie 2008, în Regatul Unit.

## Sinopsis
Batman își continuă războiul împotriva fărădălegilor. Cu ajutorul locotenentului James Gordon și al avocatului Harvey Dent, Batman vrea să curețe străzile din Gotham City de criminali. Supereroul va trebui să lupte de această dată cu 'The Joker' care aruncă orașul în anarhie. Speranțele locuitorilor terorizati se află numai în Batman.